# Esparron-de-Verdon
Esparron-de-Verdon település Franciaországban, Alpes-de-Haute-Provence megyében. Lakosainak száma 382 fő (2022. január 1.). Esparron-de-Verdon Allemagne-en-Provence, Montagnac-Montpezat, Quinson, Saint-Laurent-du-Verdon, Saint-Martin-de-Brômes és Saint-Julien községekkel határos.

## Népesség
A település népességének változása:
| Lakosok száma | 81   | 206  | 290  | 413  | 421  | 414  | 398  | 392  | 389  | 382  |
|               | 1968 | 1982 | 1990 | 2006 | 2013 | 2015 | 2017 | 2019 | 2020 | 2022 |